# Рэндольф, Грейс
Грейс Рэндольф (англ. Grace Randolph) — американская писательница комиксов, репортёр, ютубер, кинокритик. Ведёт YouTube-канал Beyond The Trailer.

## Образование
Рэндольф училась в Школе искусств Тиш.

## Карьера

### Комиксы
В 2008—2009 годах Рэндольф писала мангу, являющуюся адаптацией серий игр Warcraft и StarCraft, для Tokyopop.
В 2009 году Рэндольф написала Justice League Unlimited #41 для DC Comics. После она работала над Muppet Peter Pan для Boom! Studios. В 2010 году Грейс написала ограниченную серию Her-oes для Marvel Comics.
В 2012 году Рэндольф создала и написала оригинальную серию комиксов Supurbia для Boom! Studios. Изначально предполагалось, что это будет ограниченная серия из четырёх выпусков, но её успех позволил сделать двенадцать выпусков.
Кроме того, Грейс также написала сценарий для комикса Marvel под названием X-Men: Nation X.